# Дербенник
Дербе́нник, или Подбере́жник (лат. Lýthrum) — род многолетних травянистых растений семейства Дербенниковые (Lythraceae).
Произрастает во влажных, но светлых местах, по берегам рек, на заболоченных лугах. Образует обширные, но не густые куртины.
Надземные части дербенника иволистного используются в лекарственных целях (медицинское название лекарственного средства — лат. Herba Salicariae).

## Классификация

### Таксономическое положение
- Lythrum L., 1753, Sp. Pl. : 446

Род Дербенник относится к семейству Дербенниковые (Lythraceae) порядка Миртоцветные (Myrtales), последовательно входящего в клады Мальвиды → Розиды → Суперрозиды → Эвдикоты → Цветковые растения. Таксономическая схема в соответствии с Системой APG IV по состоянию на декабрь 2023 года:
|  |                          |  |                                   |                                   |                         |  | 9 семейств |              |               |                                                                |
|  |                          |  |                                   |                                   |                         |  |            |              |               | 38 подтвержденных видов и 36 таксонов, ожидающих подтверждения |
|  |                          |  |                                   | порядок Миртоцветные              |                         |  |            |              | род Дербенник |                                                                |
|  |                          |  |                                   | порядок Миртоцветные              |                         |  |            |              | род Дербенник |                                                                |
|  | клада Цветковые растения |  |                                   |                                   | семейство Дербенниковые |  |            |              |               |                                                                |
|  | клада Цветковые растения |  |                                   |                                   |                         |  |            |              |               |                                                                |
|  |                          |  | ещё 63 порядка цветковых растений | ещё 63 порядка цветковых растений |                         |  |            | еще 28 родов | еще 28 родов  |                                                                |
|  |                          |  |                                   | ещё 63 порядка цветковых растений |                         |  |            |              | еще 28 родов  |                                                                |

### Виды
- Lythrum acutangulum Lag.
- Lythrum alatum Pursh
- Lythrum album Kunth
- Lythrum americanum Mill.
- Lythrum anatolicum Leblebici & Seçmen
- Lythrum baeticum Gonz.Albo
- Lythrum borysthenicum (Schrank) Litv.
- Lythrum breviflorum S.Watson
- Lythrum bryantii Brandegee
- Lythrum californicum Torr. & A.Gray
- Lythrum curtissii Fernald
- Lythrum flexuosum Lag.
- Lythrum gracile Benth.
- Lythrum hyssopifolia L. — Дербенник иссополистный
- Lythrum intermedium Fisch. ex Colla
- Lythrum junceum Banks ex Sol.
- Lythrum komarovii Murav.
- Lythrum lineare L.
- Lythrum linearifolium Small
- Lythrum linifolium Kar. & Kir.
- Lythrum lydiae Sytin
- Lythrum maritimum Kunth
- Lythrum nanum Kar. & Kir.
- Lythrum ovalifolium (A.Gray) Engelm. ex Koehne
- Lythrum paradoxum Koehne
- Lythrum portula (L.) D.A.Webb — Дербенник портулаковый (Бутерлак обыкновенный или портулаковый)
- Lythrum rotundifolium Hochst. ex A.Rich.
- Lythrum salicaria L. typus[4] — Дербенник иволистный, или Плакун-трава
- Lythrum schelkovnikovi Sosn.
- Lythrum silenoides Boiss. & Noë
- Lythrum theodori Sosnowsky
- Lythrum thesioides M.Bieb.
- Lythrum thymifolia L.
- Lythrum tribracteatum Salzm. ex Spreng. — Дербенник трёхприцветниковый
- Lythrum virgatum L. — Дербенник прутовидный
- Lythrum volgense D.A.Webb
- Lythrum vulneraria Ait. ex Schrank
- Lythrum wilsonii Hewson

### Синонимы
- Editeles Raf.
- Hexostemon Raf.
- Hyssopifolia Opiz
- Lythastrum Hill
- Lythron St.-Lag.
- Lythropsis Welw. ex Koehne
- Middendorfia Trautv.
- Mozula Raf.
- Pentaglossum Forssk.
- Peplis L.
- Portula Hill
- Pythagorea Raf.
- Salica Hill
- Salicaria Mill.